# Upper Austria Ladies Linz 2017
Upper Austria Ladies Linz 2017 byl tenisový turnaj pořádaný jako součást ženského okruhu WTA Tour, hraný na krytých dvorcích s tvrdým povrchem DecoTurf stadionu TipsArena Linz. Probíhal mezi 7. až 15. říjnem 2017 v rakouském Linci jako třicátý první ročník turnaje.
Turnaj s rozpočtem 250 000 dolarů patřil do kategorie WTA International Tournaments. Nejvýše nasazenou hráčkou ve dvouhře se stala dvacátá osmá tenistka světa Magdaléna Rybáriková ze Slovenska. Jako poslední přímá účastnice do dvouhry nastoupila 104. hráčka žebříčku Viktorija Golubicová ze Švýcarska.
Druhý singlový titul vybojovala česká hráčka Barbora Strýcová. Deblovou trofej úspěšně obhájil nizozemsko-švédský pár Kiki Bertensová a Johanna Larssonová.

## Distribuce bodů a finančních odměn

### Distribuce bodů
| Soutěž  | vítězky | finalistky | semifinalistky | čtvrtfinalistky | 16 v kole | 32 v kole | Q  | Q3 | Q2 | Q1 |
| ------- | ------- | ---------- | -------------- | --------------- | --------- | --------- | -- | -- | -- | -- |
| dvouhra | 280     | 180        | 110            | 60              | 30        | 1         | 18 | 14 | 10 | 1  |
| čtyřhra | 280     | 180        | 110            | 60              | 1         | —         | —  | —  | —  | —  |

### Finanční odměny
| Soutěž                              | vítězky | finalistky | semifinalistky | čtvrtfinalistky | 16 v kole | 32 v kole | Q3   | Q2   | Q1   |
| ----------------------------------- | ------- | ---------- | -------------- | --------------- | --------- | --------- | ---- | ---- | ---- |
| dvouhra                             | €34 677 | €17 258    | €9 113         | €4 758          | €2 669    | €1 552    | €810 | €589 | €427 |
| čtyřhra                             | €9 919  | €5 161     | €2 770         | €1 468          | €774      | —         | —    | —    | —    |
| částka ve čtyřhře je uvedena na pár |         |            |                |                 |           |           |      |      |      |

## Ženská dvouhra

### Nasazení
| Stát                         | Hráčka               | WTA | Nasazení |
| ---------------------------- | -------------------- | --- | -------- |
| Slovensko                    | Magdaléna Rybáriková | 28. | 1.       |
| Česko                        | Barbora Strýcová     | 29. | 2.       |
| Nizozemsko                   | Kiki Bertensová      | 30  | 3        |
| Estonsko                     | Anett Kontaveitová   | 36. | 4.       |
| Rumunsko                     | Sorana Cîrsteaová    | 44. | 5.       |
| Česko                        | Kateřina Siniaková   | 49. | 6.       |
| Německo                      | Tatjana Mariová      | 54. | 7.       |
| Rumunsko                     | Monica Niculescuová  | 65. | 8.       |
| Žebříček WTA k 2. říjnu 2017 |                      |     |          |

### Jiné formy účasti
Následující hráčky obdržely divokou kartu do hlavní soutěže:
- Belinda Bencicová
- Anna-Lena Friedsamová
- Barbara Haasová

Následující hráčky si zajistily postup do hlavní soutěže v kvalifikaci:
- Mihaela Buzărnescuová
- Jana Fettová
- Viktória Kužmová
- Viktorija Tomovová

Následující hráčka postoupila z kvalifikace jako tzv. šťastná poražená:
- Naomi Broadyová

### Odhlášení
před zahájením turnaje
- Mona Barthelová → nahradila ji  Denisa Alertová
- Dominika Cibulková → nahradila ji  Viktorija Golubicová
- Océane Dodinová → nahradila ji  Alison Van Uytvancková
- Camila Giorgiová → nahradila ji  Naomi Broadyová
- Jeļena Ostapenková → nahradila ji  Madison Brengleová
- Lucie Šafářová → nahradila ji  Jana Čepelová
- Markéta Vondroušová → nahradila ji  Ons Džabúrová

### Skrečování
- Monica Niculescuová

## Ženská čtyřhra

### Nasazení
| Stát                                                                     | Hráčka              | Stát       | Hráčka                | WTA  | Nasazení |
| ------------------------------------------------------------------------ | ------------------- | ---------- | --------------------- | ---- | -------- |
| Nizozemsko                                                               | Kiki Bertensová     | Švédsko    | Johanna Larssonová    | 49.  | 1.       |
| Polsko                                                                   | Alicja Rosolská     | USA        | Abigail Spearsová     | 81.  | 2.       |
| Belgie                                                                   | Kirsten Flipkensová | Nizozemsko | Demi Schuursová       | 82.  | 3.       |
| Ukrajina                                                                 | Nadija Kičenoková   | Austrálie  | Anastasia Rodionovová | 185. | 4.       |
| Žebříček WTA k 2. říjnu 2017; číslo je součtem umístění obou členek páru |                     |            |                       |      |          |

### Jiné formy účasti
Následující páry obdržely divokou kartu do hlavní soutěže:
- Belinda Bencicová /  Barbara Haasová
- Nicola Geuerová /  Anna Zajová

## Přehled finále

### Ženská dvouhra
- Barbora Strýcová vs.  Magdaléna Rybáriková, 6–4, 6–1

### Ženská čtyřhra
- Kiki Bertensová /  Johanna Larssonová vs.  Natela Dzalamidzeová /  Xenia Knollová, 3–6, 6–3, [10–4]